# Um Batin
Um Batin (hebrejsky אום בטין, arabsky أمّ باتين, v oficiálním přepisu do angličtiny Umm Batin) je vesnice v Izraeli, v Jižním distriktu, v Oblastní radě al-Kasum.

## Geografie
Leží v nadmořské výšce cca 330 metrů v centrální části pouště Negev. Poblíž obce protéká vádí Nachal Chevron.
Obec se nachází 50 kilometrů od břehu Středozemního moře, cca 88 kilometrů jihovýchodně od centra Tel Avivu, cca 8 kilometrů severovýchodně od Beerševy a 30 kilometrů západně od města Arad. Um Batin obývají Arabové, respektive polokočovní arabští Beduíni, přičemž osídlení v tomto regionu je etnicky smíšené. Ve volné krajině dominují rozptýlená sídla Beduínů, městská centra v severním Negevu jsou většinou židovská.
Um Batin je na dopravní síť napojen pomocí dálnice číslo 60.

## Dějiny
Um Batin je vesnice, která byla v roce 2003 oficiálně uznána izraelskou vládou za samostatnou obec. Osídlení v této lokalitě je ovšem staršího původu. Jde o shluk rozptýlené beduínské zástavby zahrnující kmeny Abu Kaf a Abu Asa. Původní provizorní příbytky polokočovných Beduínů jsou postupně nahrazovány trvalou zástavbou. Od roku 1961 zde funguje regionální škola s více než 1000 žáky. Funguje tu základní i střední škola, sportovní areály, probíhá výstavba inženýrských sítí a komunikací.

## Demografie
Podle údajů z roku 201č tvořili obyvatelstvo v Um Batin Arabové. Jde o menší obec vesnického typu s dlouhodobě silně rostoucí populací. K 31. prosinci 2014 zde žilo 2929 lidí. Během roku 2014 registrovaná populace stoupla o 3,7 %. Podle jiného neoficiálního zdroje populace obce čítá cca 3500 lidí.
| Rok            | 2005 | 2006 | 2007 | 2008 | 2009 | 2010 | 2011 | 2012 | 2013 | 2014 |
| -------------- | ---- | ---- | ---- | ---- | ---- | ---- | ---- | ---- | ---- | ---- |
| Počet obyvatel | 375  | 621  | 851  | 1076 | 2246 | 2408 | 2311 | 2602 | 2824 | 2929 |